# بدون قرار قبلی
بدون قرار قبلی فیلمی به کارگردانی بهروز شعیبی و تهیه کنندگی محمود بابایی محصول ۱۴۰۰ ایران است. بدون قرار قبلی ششمین فیلم بلند شعیبی در مقام کارگردان است که فیلم‌نامهٔ آن توسط فرهاد توحیدی و مهدی تراب‌بیگی با نگاهی به یکی از داستان‌های مصطفی مستور نوشته شده‌است. گروه بازیگران آن شامل پگاه آهنگرانی، مصطفی زمانی، الهام کردا، حامی ترابی، رضا صابری، امین میری، محمد کیانی، عرفان ابراهیمی  و صابر ابر می‌شود.
بدون قرار قبلی ۱۸ بهمن ۱۴۰۰ در چهلمین دوره جشنواره فیلم فجر به نمایش درآمد و در آن‌جا برندهٔ دو جایزه شد. این فیلم ۱۸ خرداد ۱۴۰۱ در سینماهای ایران اکران شده‌است.

## خلاصه داستان
داستان فیلم در مورد دختری به نام یاسمن است که پس از سال‌ها به دلیل مرگ پدرش از آلمان به ایران بازگشته است. پسر او دچار اوتیسم است و این مسئله، سفر را برایش دشوار می‌کند. یاسمین شناختی از پدرش ندارد و بیش از آن میراثی که پدر برایش گذاشته‌است باعث تعجب او می‌شود. او در این سفر با افرادی آشنا میشود و اقامت کوتاه او در زادگاه پدر و دیدار با کسانی که پدرش را می‌شناسند او را به درک تازه‌ای از انسان و مفهوم مرگ می‌رساند.

## بازیگران
- پگاه آهنگرانی (یاسمن)
- مصطفی زمانی (مهندس)
- الهام کردا (دخترخاله یاسمن)
- صابر ابر (وکیل)
- حامی ترابی (الکس پسر یاسمن)
- اریسا بیگی (شیدا فرزند دختر خاله)
- حسنا ذاکری (شیرین فرزند دختر خاله)
- رضا صابری (همسایه پروژه ساختمانی)
- امین میری (همسر دخترخاله)
- محمد کیانی (مسئول موقوفه)
- عرفان ابراهیمی (نابرادری یاسمن)
- بهروز شعیبی (خادم حرم)

## جوایز و افتخارات
| جایزه                        | رده                                | نامزد                      | نتیجه    | منبع        |
| ---------------------------- | ---------------------------------- | -------------------------- | -------- | ----------- |
| چهلمین دوره جشنواره فیلم فجر | بهترین صدابرداری                   | عباس رستگارپور             | نامزدشده | [ ۲ ] [ ۳ ] |
| چهلمین دوره جشنواره فیلم فجر | بهترین صداگذاری                    | علیرضا علویان              | برنده    | [ ۲ ] [ ۳ ] |
| چهلمین دوره جشنواره فیلم فجر | بهترین فیلمبرداری                  | محمد حدادی                 | نامزدشده | [ ۲ ] [ ۳ ] |
| چهلمین دوره جشنواره فیلم فجر | بهترین فیلمنامه                    | فرهاد توحیدی مهدی تراب‌بیگی | نامزدشده | [ ۲ ] [ ۳ ] |
| چهلمین دوره جشنواره فیلم فجر | بهترین کارگردانی                   | بهروز شعیبی                | نامزدشده | [ ۲ ] [ ۳ ] |
| چهلمین دوره جشنواره فیلم فجر | سیمرغ زرین بهترین فیلم از نگاه ملی | بهروز شعیبی محمود بابایی   | برنده    | [ ۲ ] [ ۳ ] |

فیلم دوم برنده یازدهمین جایزه سینمایی ققنوس سینما انقلاب
- طی مراسمی که خرداد ۱۴۰۱ در عمارت کوشک باغ هنر برگزار شد، بدون قرار قبلی به عنوان فیلم برگزیده سال ۱۴۰۱ کمیسیون ملی یونسکو در ایران انتخاب شد و تقدیرنامه عالی به بهروز شعیبی و محمود بابایی اهدا شد.[۴][۵]
- بهترین فیلم با موضوع شهر هشتمین جشنواره بین المللی فیلم شهر به محمود بابایی برای فیلم سینمایی «بدون قرار قبلی» تعلق گرفت.[۶][۷]
- جایزه بزرگ بهترین فیلم چهل و چهارمین دوره جشنواره فیلم مسکو به بهروز شعیبی کارگردان بدون قرار قبلی رسید و همچنین جایزه بهترین بازیگر زن جشنواره مسکو به پگاه آهنگرانی بازیگر فیلم بدون قرار قبلی رسید.[۸]‌

## بازخوردها
- بهروز شعیبی در خرداد ۱۴۰۱ با انتشار پست اینستاگرامی اعلام کرد ویدئو سلام احمد مهدوی دامغانی در ابتدای برنامه تلویزیونی شوکران بسیار الهام بخش برای ساخت این فیلم بوده‌است. اشاره شعیبی به تنها مصاحبه احمد مهدوی دامغانی با صدا و سیمای جمهوری اسلامی ایران در برنامه شوکران شبکه چهار بود که با حالت گریان و دلتنگی از ایران و خراسان یاد کرد و به علی بن موسی الرضا سلام فرستاد.[۹]